# Ice d'Edmonton
Pour les articles homonymes, voir Kootenay (homonymie).
L'Ice d'Edmonton est une franchise de hockey sur glace junior-majeur du Canada, localisé à Edmonton en Alberta au Canada qui a évolué au sein de la Ligue de hockey de l'Ouest pendant deux saisons.

## Histoire
La franchise est créée en 1996, c'est la troisième équipe de la LHOu à s'installer à Edmonton. Elle ne reste que deux saisons à Edmonton puis déménage à Cranbrook pour devenir l'Ice de Kootenay en 1998.

## Statistiques
| Saison    | PJ | V  | D  | N | BP  | BC  | Pts | Classement  | Séries éliminatoires |
| --------- | -- | -- | -- | - | --- | --- | --- | ----------- | -------------------- |
| 1996-1997 | 72 | 14 | 56 | 2 | 231 | 295 | 30  | 5e Centrale | Non qualifiés        |
| 1997-1998 | 72 | 17 | 49 | 6 | 242 | 328 | 40  | 4e Centrale | Non qualifiés        |